# Lienella javana
Lienella javana là một loài tò vò trong họ Ichneumonidae.